# I Still Believe (filme)
I Still Believe (bra: Enquanto Estivermos Juntos; prt: Eu Ainda Acredito) é um filme de drama romântico cristão estadunidense de 2020, dirigido pelos irmãos Erwin e estrelado por KJ Apa, Britt Robertson, Shania Twain, Melissa Roxburgh e Gary Sinise. É baseado na vida do cantor e compositor estadunidense de música cristã contemporânea Jeremy Camp e sua primeira esposa, Melissa Lynn Henning-Camp, que foi diagnosticada com câncer ovariano pouco antes de se casar. A música de Camp, "I Still Believe", é tema do filme.
O filme é a primeira produção da Kingdom Story Company, o quinto longa-metragem dos irmãos Erwin e o segundo a ser lançado sob a bandeira da Lionsgate. O filme arrecadou, até o momento, mais de 16 milhões de dólares, sofrendo um impacto nas bilheterias devido à pandemia de COVID-19.

## Sinopse
Baseado nas memórias de Camp de mesmo título, o filme se concentra no romance de Camp com sua primeira esposa, Melissa, com quem ele se casou em outubro de 2000, apesar de saber que ela estava morrendo. O casal recebeu a notícia, após a lua de mel, que o câncer de Melissa havia se espalhado. Ela morreu em fevereiro de 2001, 4 meses e meio após o casamento. O filme dramatiza os anos de faculdade de Camp, sua ascensão como cantor conhecido e, eventualmente, o encontro com sua segunda esposa, Adrienne.

## Elenco
- KJ Apa como Jeremy Camp
- Britt Robertson as Melissa Lynn Henning-Camp
- Gary Sinise como Tom Camp, pai de Jeremy
- Shania Twain como Terry Camp, mãe de Jeremy
- Melissa Roxburgh como Heather Henning, irmã de Melissa
- Nathan Parsons como Jean-Luc, um amigo em comum também interessado em Melissa[8]
- Abigail Cowen como Adrienne Camp, segunda esposa de Jeremy Camp

## Produção
O filme é o primeiro projeto de um acordo firmado entre os irmãos Erwin e a Lionsgate após o sucesso do filme I Can Only Imagine em 2018. É também o primeiro filme produzido pela Kingdom Story Company, um estúdio de cinema fundado pelos irmãos Erwin, Kevin Downes e Tony Young, e a segunda cinebiografia musical dos irmãos Erwin após I Can Only Imagine .
Jeremy Camp esteve ativamente envolvido na produção do filme, enquanto o cantor e compositor Bart Millard, do MercyMe (cuja história de vida foi contada no I Can Only Imagine), dos irmãos Erwin, atuou como produtor executivo, junto com Camp, Jon Gunn e outros.

### Escolha do elenco
KJ Apa foi anunciado como a estrela do filme, interpretando Camp, e Gary Sinise foi anunciado para o papel do pai de Camp, no CinemaCon em abril de 2019. No mesmo mês, foi anunciado que Britt Robertson co-estrelaria como Melissa. Camp, acompanhado por Shania Twain como mãe de Camp, Melissa Roxburgh como irmã de Melissa e Nathan Parsons como Jean-Luc Lajoie, vocalista da banda The Kry, um amigo em comum.
Apa, que cantou para o filme, disse que se sentiu atraído pela história porque "esse amor é seriamente posto à prova neste filme", acrescentando, "trata-se de percorrer seus maiores medos e decepções e chegar ainda acredito. Acredito que qualquer pessoa, todos possam se relacionar com este filme, porque é uma história sobre amor, perda e esperança". Apa relatou mais tarde que seu papel em I Still Believe é "a coisa mais legal que eu já fiz". Jeremy Camp afirmou que Apa estava preocupado com detalhes e frequentemente o consultava sempre que estava em dúvida sobre como interpretar seu personagem em certas cenas.
O co-diretor Andrew Erwin contou que esperava que o elenco, principalmente Apa e Robertson, atraísse o público não-cristão, além de um público cristão.

### Música
O compositor John Debney foi contratado para escrever a trilha sonora do filme, enquanto KJ Apa cantou suas próprias interpretações de várias canções escritas por Jeremy Camp durante o período de sua vida contadas no filme, incluindo "I Still Believe", "Walk by Faith" e "This Man". I Still Believe é o terceiro filme que John Debney compõe a trilha sonora de um filme cristão, depois de The Passion of the Christ em 2004 e The Young Messiah in 2016.

### Roteiro
Jon Erwin, Jon Gunn e Madeline Carrol (que estrelou em I Can Only Imagine) escreveram o roteiro de I Still Believe. O filme é a estréia de roteiros de Madeline Carrol. Jeremy Camp, inicialmente apreensivo sobre como o roteiro do filme seria lido, ficou surpreso ao descobrir que ele gostou imediatamente de "[como] foi preciso e lindamente feito".

### Filmagens
As filmagens começaram em Mobile, Alabama, em maio de 2019, onde foram filmadas inteiramente.
O diretor de fotografia do filme, Kristopher Kimlin, colaborou com os irmãos Erwin em suas produções passadas, como: Moms 'Night Out, Woodlawn e I Can Only Imagine

## Trilha sonora
A trilha sonora original do filme foi lançada digitalmente pela Capitol Records em 6 de março de 2020, e incluiu a trilha sonora de Debney, as interpretações de Apa das músicas de Camp "This Man", "I Still Believe", "My Desire" e "Right Here", como bem como novas versões de "I Still Believe" e "Walk By Faith", interpretadas por Jeremy Camp. Há também duas faixas com diálogos do filme, e um bônus com a interpretação de Adrienne da música "I Can’t Save Myself".
| I Still Believe (Original Motion Picture Soundtrack) |                                                                                |         |  |
| N.º                                                  | Título                                                                         | Duração |  |
| 1.                                                   | "I Still Believe" (performance de KJ Apa; composta por Jeremy Camp)            | 3:42    |  |
| 2.                                                   | "Jeremy Says Goodbye" (composta por Debney)                                    | 4:05    |  |
| 3.                                                   | "This Man" (performance de KJ Apa; composta por Jeremy Camp)                   | 3:09    |  |
| 4.                                                   | "Take My Hand" (performance de David Leonard)                                  | 4:20    |  |
| 5.                                                   | "Find Me In the River" (performance de KJ Apa and JJ Heller)                   | 3:03    |  |
| 6.                                                   | "Some Stars Shine Brighter Than Others" (composta por Debney)                  | 3:12    |  |
| 7.                                                   | "My Desire" (performance de KJ Apa; composta por Jeremy Camp)                  | 3:19    |  |
| 8.                                                   | "Dwelling Places (Dialog)" (diálogo do elenco de I Still Believe)              | 0:59    |  |
| 9.                                                   | "Right Here" (performance de KJ Apa; composta por Jeremy Camp)                 | 3:29    |  |
| 10.                                                  | "Melissa Loves Jeremy" (composta por Debney)                                   | 2:07    |  |
| 11.                                                  | "You Call I'll Answer" (performance de David Leonard)                          | 4:03    |  |
| 12.                                                  | "Walk By Faith (Dialog)" (diálogo do elenco de I Still Believe)                | 2:35    |  |
| 13.                                                  | "Ancient Stories Still Relevant" (composta por Debney)                         | 4:44    |  |
| 14.                                                  | "Hey, What’s Your Name Again?" (composta por Debney)                           | 3:21    |  |
| 15.                                                  | "Walk By Faith (versão de 2020)" (composta por e performance de Jeremy Camp)   | 3:41    |  |
| 16.                                                  | "I Still Believe (versão de 2020)" (composta por e performance de Jeremy Camp) | 4:31    |  |
| 17.                                                  | "I Can’t Save Myself (Bônus da trilha)" (performance de Adrienne Camp)         | 3:12    |  |
| Duração total:                                       | Duração total:                                                                 | 57:32   |  |

## Marketing
O primeiro trailer do filme foi lançado em agosto de 2019, enquanto o segundo foi lançado em janeiro de 2020.
A banda cristã MercyMe anunciou em outubro de 2019 que iria promover o filme por meio de sua turnê de inverno de 2020 nos EUA, com Jeremy Camp como convidado especial. Em fevereiro de 2020, Camp escreveu e lançou I Still Believe: A Memoir na promoção do filme. Jeremy e Adrienne Camp e Jon Erwin conversaram na Liberty University no início de março antes do lançamento do filme para promover I Still Believe.

Em relação ao papel da Lionsgate por trás do marketing do filme, o co-diretor Jon Erwin relatou que…
Garantir o apoio total da Lionsgate é algo novo para nós (ele, seu irmão Andrew e colaborador frequente Kevin Downes). . . Eles estão tratando nesse filme de maneira diferente de 'Twilight' ou 'The Hunger Games' ou de seus grandes lançamentos. A compra do anúncio é. . . grande, como qualquer outro filme. Nunca experimentamos nada parecido.

## Lançamento e bilheteria
I Still Believe estreou no ArcLight Hollywood em Hollywood, Califórnia, em 7 de março de 2020, e foi lançado nos cinemas da América do Norte em 13 de março pela Lionsgate, com apresentações iniciais em cinemas IMAX em 11 de março. I Still Believe é o primeiro filme cristão a ser lançado em telas IMAX. I Still Believe estava programado para estrear em 26 de março de 2020 em Portugal e em 2 de abril de 2020 no Brasil. Mas devido à pandemia de COVID-19, a estreia do filme teve que ser adiada. Estreou em Portugal em 20 de agosto de 2020, e no Brasil, a estreia do longa ocorreu em 19 de novembro de 2020.
Até o momento, o filme arrecadou mais de 16 milhões de dólares mundialmente, sendo que a pandemia de COVID-19 afetou o desempenho do filme em sua estreia nos cinemas, com uma abertura de cerca de 9,5 milhões de dólares.

## Home media
No Brasil e em Portugal, o longa foi lançado digitalmente no Prime Video em 13 de março de 2021.

## Distribuição
A Lionsgate obteve originalmente os direitos de distribuição do filme para os Estados Unidos. Os direitos de distribuição para alguns países como Portugal, foram vendidos à Pris Audiovisuais. No Brasil, a Paris Filmes adquiriu os direitos pela International Distribution Company, LLC (IDC), empresa responsável da Lionsgate por distribuir filmes em alguns países da América Latina.

## Prêmios
Em 2020, o filme ganhou o Dove Award, na categoria Filme Inspirador do Ano.